# یوهانس برونخورست
یوهانس برونخورست (انگلیسی: Johannes Bronkhorst؛ زادهٔ ۱۷ ژوئیهٔ ۱۹۴۶) خاورشناس، هندشناس اهل هلند است.